# Södertelje Tändsticksfabrik
Södertelje Tändsticksfabrik var ett företag som tillverkade tändstickor i Södertälje. Företaget grundades 1871. Företaget flyttade sedermera till Göteborg omkring 1907, men behöll namnet Södertälje tändsticksfabrik till 1917,då det namnändrades till Göteborgs Tändsticksfabrik. Fabriken var belägen i Östra Mälarhamnen, invid Mälardelen av Södertälje kanal.

## Historik
Företaget grundades av Eric Holmberg, född 1844. Han inspirerades av andra som tjänat pengar inom tändsticksindustrin. De första fabrikslokalerna byggdes med hjälp av ett lån från D. J Ekenberg, som var vän med Holmberg. Södertälje valdes på grund av tillgången till asp samt närheten till Stockholm.
Som arbetskraft anställdes primärt oskolade personer. Sammanlagt 84 personer anställdes under det första verksamhetsåret. De flesta var under 18 år, hälften kvinnor. Arbetare behövdes bland annat för ihopklistring och påfyllning av tändsticksaskarna. Holmberg sysselsatte även fattighjon i verksamheten. Under verksamhetens andra år producerades 1,1 miljoner askar. Produktionstakten hade tredubblats 1873. Efter 1875 producerades över 8 miljoner askar per år. Vid ett besök av riksinspektören för tändsticksfabriker, J. E. Lundström, år 1875 rapporterades det att fabriken hade totalt 67 arbetare fördelat på 41 barn, 12 kvinnor och 14 män.
Tändsticksfabriken disponerade tre tegelbyggnader, samt flera kringliggande byggnader i trä. Fabriken hade också egen träbrygga för att lasta producerat material på båtar.
Företaget fick många order, och för att klara produktionen köptes Enköpings Tändsticksfabrik 1898. 1899 arrenderades även Motala-Hälla Tändsticksfabrik. Fabriken i Motala brann emellertid ned efter ett par år, varefter Eric Holmberg flyttade kvarvarande maskiner till Södertälje.
Tillverkningen vid Södertälje tändsticksfabrik ansågs hålla hög kvalitet, och företaget vann flera priser under 1870-talet.
Verkmästaren i Motala hade vid ett tillfälle låtit ingredienser till tillsatsen surna så de inte kunde tändas. Holmberg meddelades inte om detta, och felaktiga tändstickor skickades till en stor kund i Penang. Efter detta fick tillverkningen ett dåligt rykte som det tog tid att komma tillbaka från. Holmberg sände gratisleveraser, men lyckades inte helt vinna tillbaka marknaden.
Fabriken hade stor internationell försäljning. I Holmbergs memoarer angavs försäljning till 93 olika hamnar, från Accajutta till Zanzibar.
Dess varumärke Skeppet var mycket populärt. Enbart i London konsumerades 700 fulla järnvägsvagnar tändstickor av fabrikatet. Skeppet är baserad på en målning av marinmålaren Jacob Hägg.
Man anställde konstnären Elis Berg för att rita flera etiketter. Speciellt populära var motiv med skepp och rosor. Tändsticksfabriken i Södertälje tillhörde även de som vad specialiserade på motiv av djur och växter. Dessa typer av askar var bättre gångbara på exportmarknader som inte uppskattade avbildade människor. Ofta avbildades djur från köparlandets lokala fauna. Skeppet såldes som "The Ship" i Storbritannien.
Fabriken i Södertälje klarade till slut inte av att producera tillräckligt för alla inkomna order. Holmberg byggde därför från 1904 en ny fabrik i Göteborg. eller 1906, och verksamheten flyttade slutligen dit 1907-1908.. Namnet Södertelje Tändsticksfabrik behölls dock fram till 1917, då verksamheten togs över av Svenska Tändsticks Aktiebolaget. Överflyttningen skedde troligen successivt för att garantera kontinuitet i produktionen. Det är troligt att en del arbetare och verkmästare följde med. Ursprungligen drevs fabriken som en filial till Södertälje. Varumärket Skeppet behölls även sedan man slutat kalla sig Södertälje tändsticksfabrik.
Företagets gamla område i Göteborg motsvaras idag av Kvarteret Tändstickan. Skeppet finns kvar som varumärke översatt till The Ship och tillverkas av Swedish Match för bland annat den brittiska marknaden.

## Bildgalleri

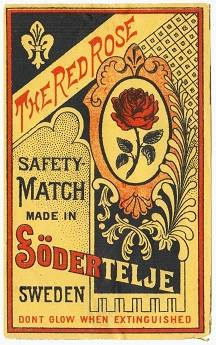
Tändsticksask med text på engelska för exportmarknaden
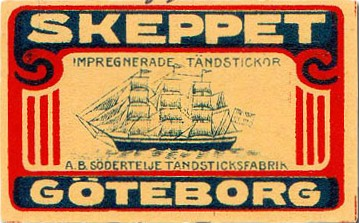
Etiketten Skeppet, formgiven av Elis Bergh, variant från Göteborgs Tändsticksfabrik